# Бахман, Людвиг
Людвиг Бахман (11 августа 1856, Кульмбах — 22 июня 1937, Мюнхен) — немецкий историк шахмат; инициатор выпуска ежегодника «Schachjahrbuch» (1891—1930). Автор ряда шахматных учебников, трудов по истории шахмат, в том числе биографий  А. Андерсена, Г. Пильсбери, В. Стейница и Р. Харузека.

## Биография
Родился 11 августа 1856 года в Кульмбахе. После окончания средней школы в Байройте и Технического университета в Мюнхене Людвиг Бахманн работал в баварской железнодорожной администрации.
С 1909 года работал в железнодорожном управлении в Людвигсхафене-на-Рейне. В 1923 году вышел на пенсию и переехал в Мюнхен.
Интересовался историей шахмат. Написал успешный учебник для начинающих шахматистов. Он издал в Пассау в 1891 году первый шахматный ежегодник. Также он составил биографии Адольфа Андерсена (Ansbach, 1914), Вильгельма Стейница (в полном собрании его партий. Ansbach, 1910) и Гарри Нельсона Пилсбери.
Бахманн обычно указывал используемую литературу. Хотя его книги часто считаются устаревшими в деталях, однако до сих пор ссылки на них встречаются в исторических исследованиях о развитии шахмат.
Собранная им большая шахматная библиотека после его смерти была передана Мюнхенской государственной библиотеке.
Умер 22 июня 1937 года в Мюнхене.

## Книги
- Aus vergangenen Zeiten. Bilder aus der Entwicklungsgeschichte des praktischen Schachspiels, Bd 1—2. — Berlin, 1920—1922;
- Л. Бахман. Шахматная игра в её историческом развитии = нем. Das Schachspiel und seine historische Entwicklung. Leipzig, 1924 / перевод с немецкого, под редакцией, с предисловием и дополнительными статьями А. А. Смирнова. — Л.: Academia, 1925. — 175 с. — 5000 экз.